# Lazy (okres Mukačevo)
Lazy (ukrajinsky Лази, maďarsky Timsor) jsou obec v nyžněvorotské vesnické komunitě (hromadě), v mukačevském okrese Zakarpatské oblasti Ukrajiny. Přes tisíc obyvatel.

## Historie
Do uzavření Trianonské smlouvy byla obec součástí Uherska, poté byla součástí Československa. Od 15. dubna 1939 byla obec součástí samostatného státu Karpatská Ukrajina; o několik dní později bylo Zakarpatí obsazeno maďarskými vojsky.  Od roku 1945 byla součástí Ukrajinské sovětské socialistické republiky, která byla součástí SSSR. Od roku 1991 je obec součástí nezávislé Ukrajiny. Dne 12. června 2020 se obec stala součástí nyžněvorotské vesnické komunity.